# Thomas Nowotny
Thomas Nowotny (* 13. Juni 1937 in Wien) ist ein österreichischer Politikwissenschaftler, Diplomat und Autor. Zwischen 1970 und 1975 war er Sekretär im Büro von Bundeskanzler Bruno Kreisky, seit 1994 ist er als Dozent an der Universität Wien tätig.

## Leben
Nowotny schloss 1959 im Fulbright-Programm sein Bachelorstudium in American Studies am Hope College Michigan ab, 1960 folgte das Doktorat an der rechtswissenschaftlichen Fakultät der Universität Wien. Ab 1962 stand er im österreichischen diplomatischen Dienst und leitete in seiner Funktion als österreichischer Diplomat für zehn Jahre die Grundsatzabteilung des Bundesministeriums für Auswärtige Angelegenheiten. Zwischen 1970 und 1975 war er Sekretär im Büro von Bundeskanzler Bruno Kreisky. In der Zeit zwischen 1978 und 1983 war Nowotny österreichischer Generalkonsul in New York. Von 1997 bis 2000 war er Senior Political Counsellor bei der Europäischen Bank für Wiederaufbau und Entwicklung (EBRD) in London, von 1993 bis 1996 Konsulent bei der OECD in Paris. Zwischen 2000 und 2009 war Nowotny für die österreichische Förderbank AWS tätig.
Nowotny ist Autor zahlreicher Artikel und Bücher, unter anderem der in den letzten Jahren erschienenen Bücher Strawberries in Winter – Global Trends and Global Governance und Diplomacy and Global Governance. Sein letztes Buch Das Projekt Sozialdemokratie ist im November 2016 erschienen.

## Persönliches
Thomas Nowotny ist mit Eva Nowotny, einer Diplomatin und ehemaligen Botschafterin, verheiratet. Er hat eine Tochter und zwei Enkel.

## Werke
- Das Projekt Sozialdemokratie: Gescheitert? Überholt? Zukunftsweisend? 1.  Auflage. Studienverlag, Innsbruck 2016, ISBN 978-3-7065-5858-7.
- Diplomacy and Global Governance: The Diplomatic Service in an Age of Worldwide Interdependence. Transaction Publishers, 2012, ISBN 978-1-4128-4958-6.
- Strawberries in winter: on global trends and global governance. Peter Lang GmbH, Frankfurt am Main 2004, ISBN 978-3-631-51527-3.